# 커리나무
커리나무(학명: Murraya koenigii 무라이아 코이니기이[*])는 운향과의 나무이다.

## 분포
남아시아와 동남아시아에 분포한다. 네팔, 라오스, 미얀마, 방글라데시, 베트남, 부탄, 스리랑카, 인도, 중국 남부, 태국, 파키스탄이 원산지이다.

## 쓰임새
잎을 향신채로 쓴다.

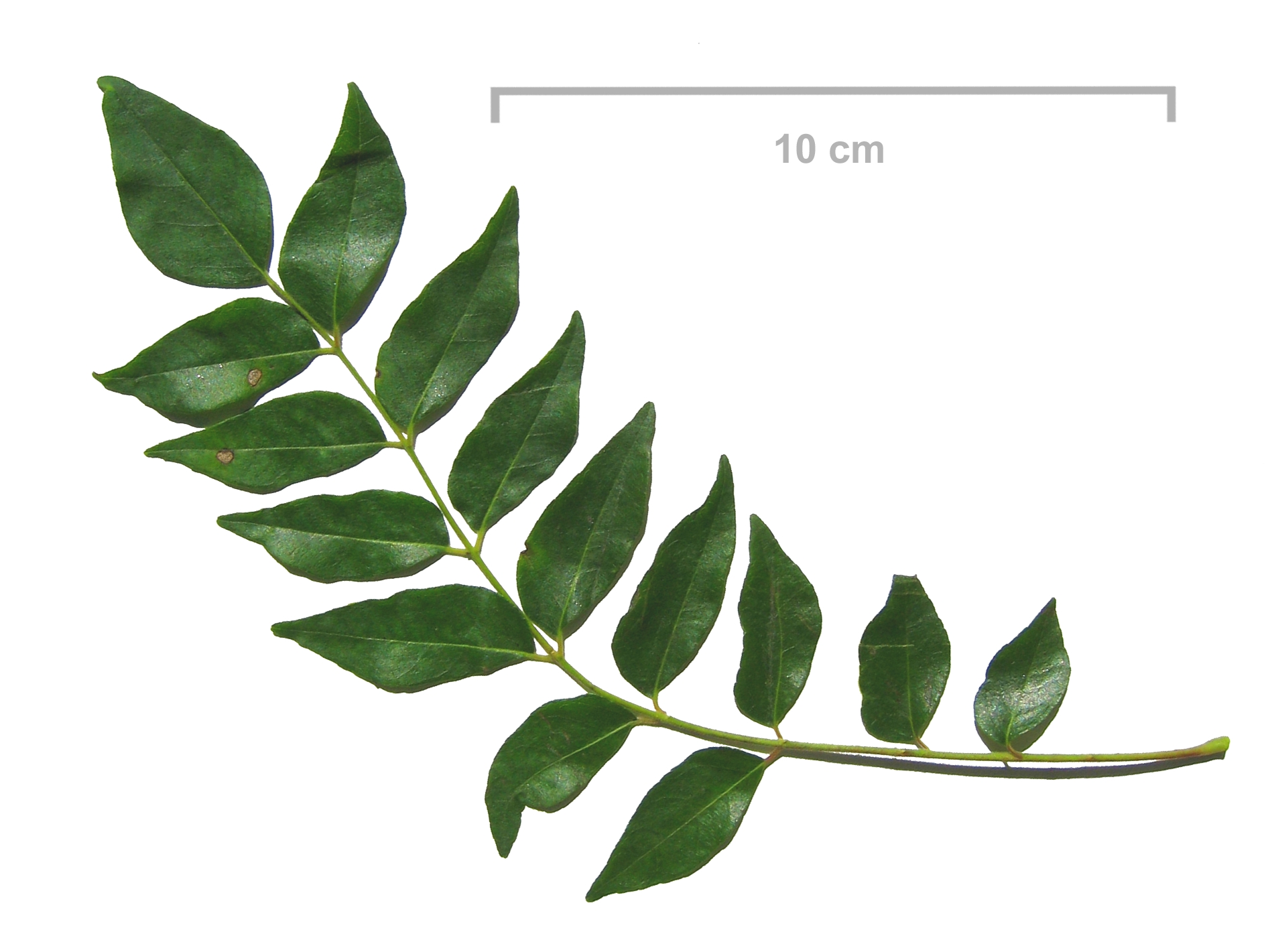
커리나무 잎